# 国立近代美術館 (フランス)
国立近代美術館 (こくりつきんだいびじゅつかん; Musée national d'Art moderne: MNAM) は、パリ4区の総合文化施設「ポンピドゥー・センター」内にある20～21世紀の近現代美術の作品を所蔵・展示する美術館である。
ピカソ、カンディンスキー、マティス、シャガール、レジェ、ミロ、ダリ、デュビュッフェ、ウォーホル、モンドリアン、ニキ・ド・サンファルなどの作品をはじめとする約100,000点の作品を所蔵し、近現代美術のコレクションとしては欧州最大、世界的にもニューヨーク近代美術館 (MoMA) に次いで第二の規模である。
通常、同センターの5階に近代美術、4階に現代美術の作品を展示し（常設展）、6階で企画展を行っている。
1992年、1969年に設立されたインダストリアル・デザインに関するフランス文化機関「産業創造センター(CCI)」が国立近代美術館に統合され、CCIのコレクションが同美術館に収蔵された。
1956年に彫刻家コンスタンティン・ブランクーシが国家に寄贈し、1997年にレンゾ・ピアノにより再建されたアトリエ・ブランクーシ（ポンピドゥー・センター広場脇）も国立近代美術館の一部である。

## 歴史

### 旧リュクサンブール美術館
国立近代美術館の起源は、1750年にルイ8世がフランス最初の美術館として設立したリュクサンブール美術館に遡る。1818年にリュクサンブール美術館が所蔵する作品のうち、没後10年を経た画家の作品はルーヴル美術館に移動することになり、リュクサンブール美術館はこれ以外の画家の作品を所蔵するフランス最初の現代美術館（生存画家美術館）となった。
とはいえ、1880年までは、展示作品は主にサロンが購入したものであり、宮廷趣味を反映した古典主義的な歴史画、肖像画、風景画など、既存のジャンルの作品がほとんどであった。したがって、クールベやミレーなどの新しい傾向の画家の作品が画家の家族や美術品収集家らによって寄贈され、収蔵品に含められるようになったのは、1880年のサロンの民営化以降のことである。また、これ以後は、ウィンスロー・ホーマーやホイッスラーなどのフランス国外の画家の作品も収集し、まとまったコレクションになった1922年にジュ・ド・ポーム国立美術館に移動し、外国人画家の特別な展示室が設置された。
一方、1886年にリュクサンブール美術館の近くのフェルー通り（パリ6区）にあったオランジュリー（オレンジ栽培用温室; パリ1区のオランジュリー美術館のオランジュリーとは異なり、「オランジュリー・フェルー」と呼ばれていた）を改装して現代美術館が設立され、リュクサンブール美術館の所蔵品の一部をこちらに移動した。

### パリにある2つの近代美術館
― 国立近代美術館とパリ市立近代美術館 ―
やがて、リュクサンブール美術館も別館の現代美術館も手狭になり、建築家オーギュスト・ペレが1929年から30年にかけてトロカデロ宮殿の敷地に「美術館シテ」を建設する予定であったが、最終的にペレがこれを断念すると、1932年、当時、リュクサンブール美術館の学芸員であった美術史家のルイ・オートクールが新しい近代美術館の設立を提案した。一方、フランス政府も、王室の絨毯を製造していたサヴォヌリー工場の跡地に国立近代美術館を建てる計画を発表したため、2つの構想がかち合い、結局、パリ万国博覧会に合わせて建設する建物にパリ市立近代美術館と国立近代美術館を併設することになった。1937年、アルベール・ルブラン大統領により「近代美術宮殿」として落成し、後にパレ・ド・トーキョーと改名された。
ただし、国立近代美術館は仕上げ工事が必要であり、しかも戦争のため工事が中断されたために、1939年に予定されていた開館式が1942年まで延期され、1942年の開館も部分的なもので、軍政が敷かれていた占領地域の倉庫から取り寄せることができた作品は全体の3分の1程度であった。1922年にジュ・ド・ポーム国立美術館に移動した外国人画家の作品も、戦時中はシャンボール城に移動して保管していたため、展示することができなかった。

### 開館 (1947)
戦後、パリ市立近代美術館は1946年3月15日に再開し、「芸術とレジスタンス」と題する企画展を皮切りに活動を再開したが、国立近代美術館が再びシャンボール城から運び出した作品を併せて開館式を行ったのは1947年6月9日のことであった。
1974年、国立近代美術館の所蔵品のうち、フォーヴィスム（1905年）以降の作品をポンピドゥー・センターに移動し、1977年に同センターが開館した。1870年より前に生まれた後期印象派の画家の作品はパレ・ド・トーキョーに残されていたが、1986年にオルセー美術館に収蔵された。

### 所蔵品
1947年以降、当初リュクサンブール美術館が所蔵していた作品に、画家自身（ピカソ、ブラック、マティス、シャガール、ドローネーなど）またはその継承者（ブランクーシ、カンディンスキー、デュフィ、ルオーなどの継承者）および美術品収集家により寄贈された作品が多数加わり、大規模なコレクションが形成されることになった。
また、絵画、彫刻を含む造形芸術だけでなく、グラフィック・アート、写真、実験映画、ビデオ・アート、ニューメディア、インダストリアル・デザインなどの多岐にわたるジャンルの作品を収集している。

## コレクション (常設展示)
美術館内部には小さな展示室がたくさんあり、1905年以降の画家または流派ごとに作品を展示している。
* 「紹介」は主要作品を含む複数の作品が所蔵されている芸術家、および日本人芸術家のフランス語による紹介（公式ウェブサイトの当該ページ; リンク許可）。作品は、このページのSES ŒUVRE（作品）およびVOIR PLUS（さらに表示）で閲覧可能。以下の芸術家の作品は常時展示しているわけではないので要注意。

### 近代芸術（1905年以降）

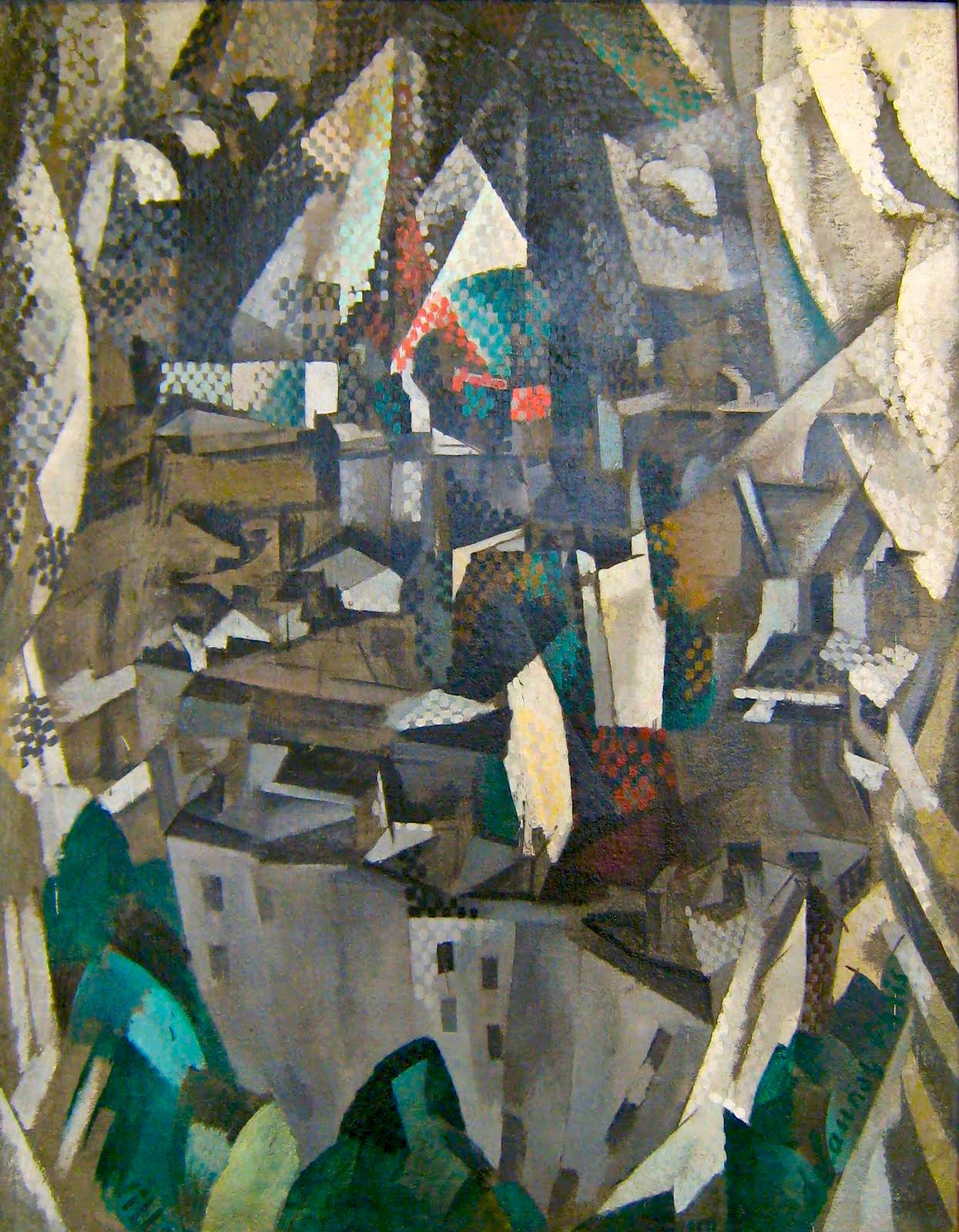
ロベール・ドローネー《都市 No. 2》

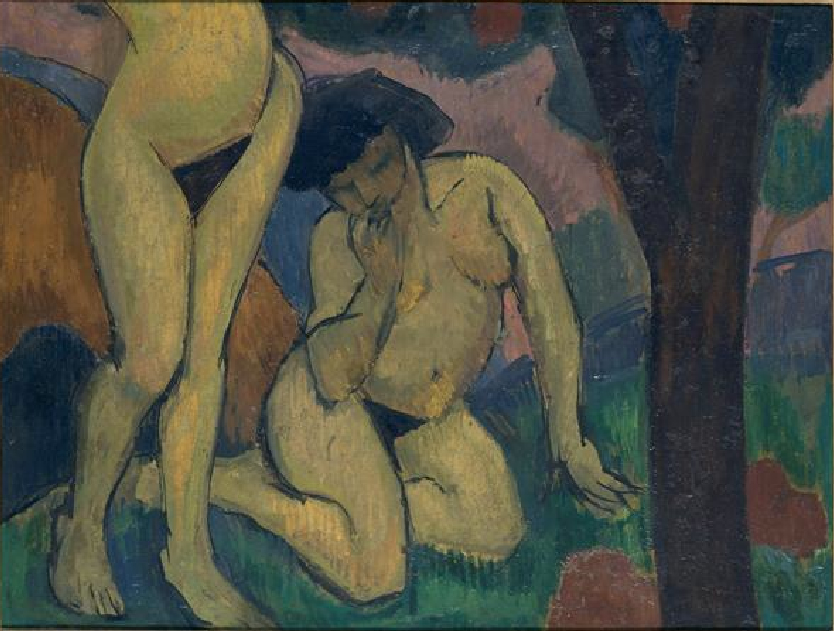
ロジェ・ド・ラ・フレネ《風景の中の二人の裸婦》

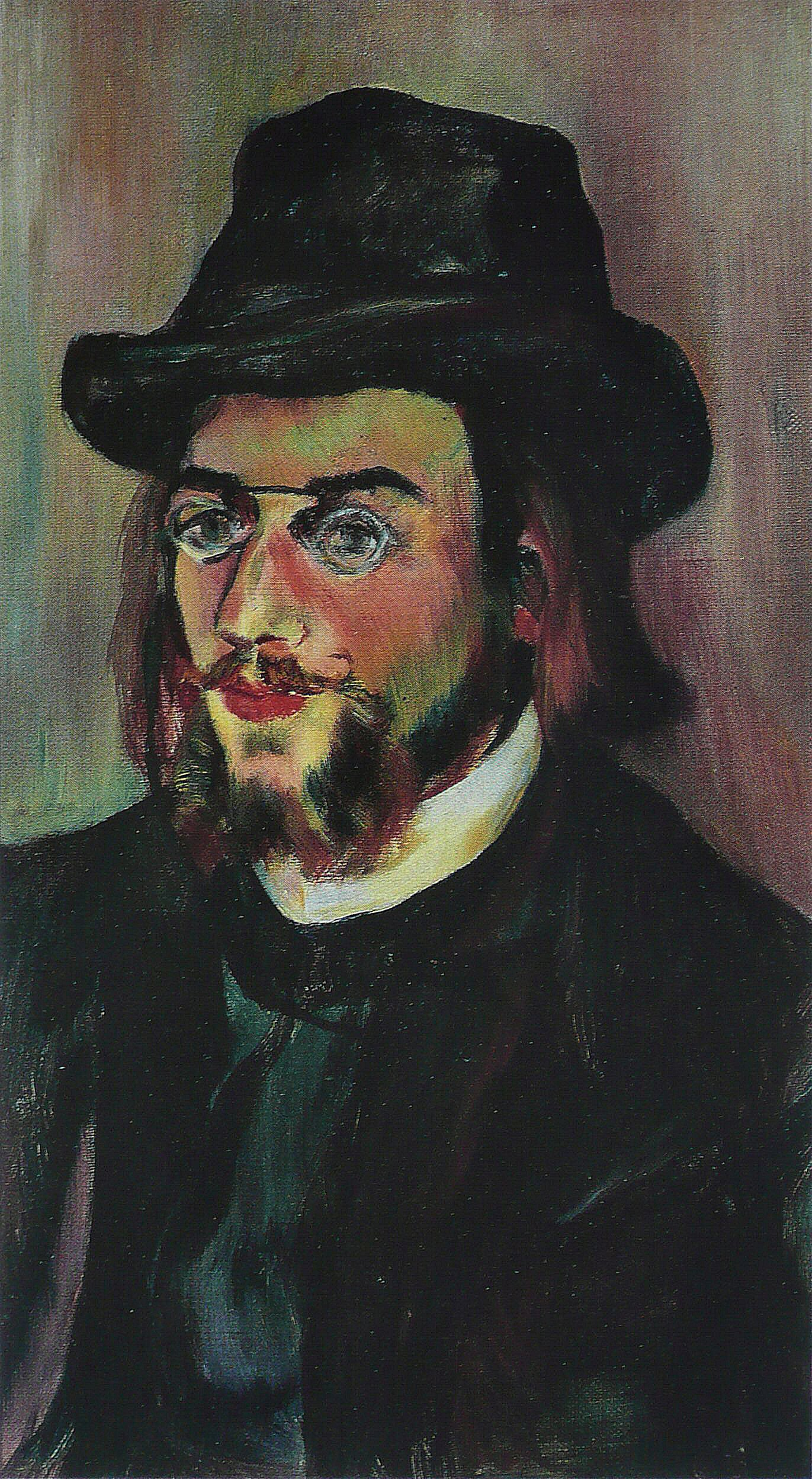
シュザンヌ・ヴァラドン《エリック・サティの肖像》

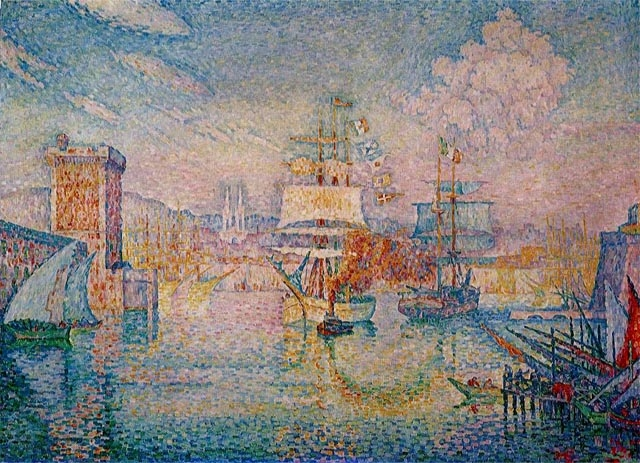
ポール・シニャック《マルセイユ港の入口》

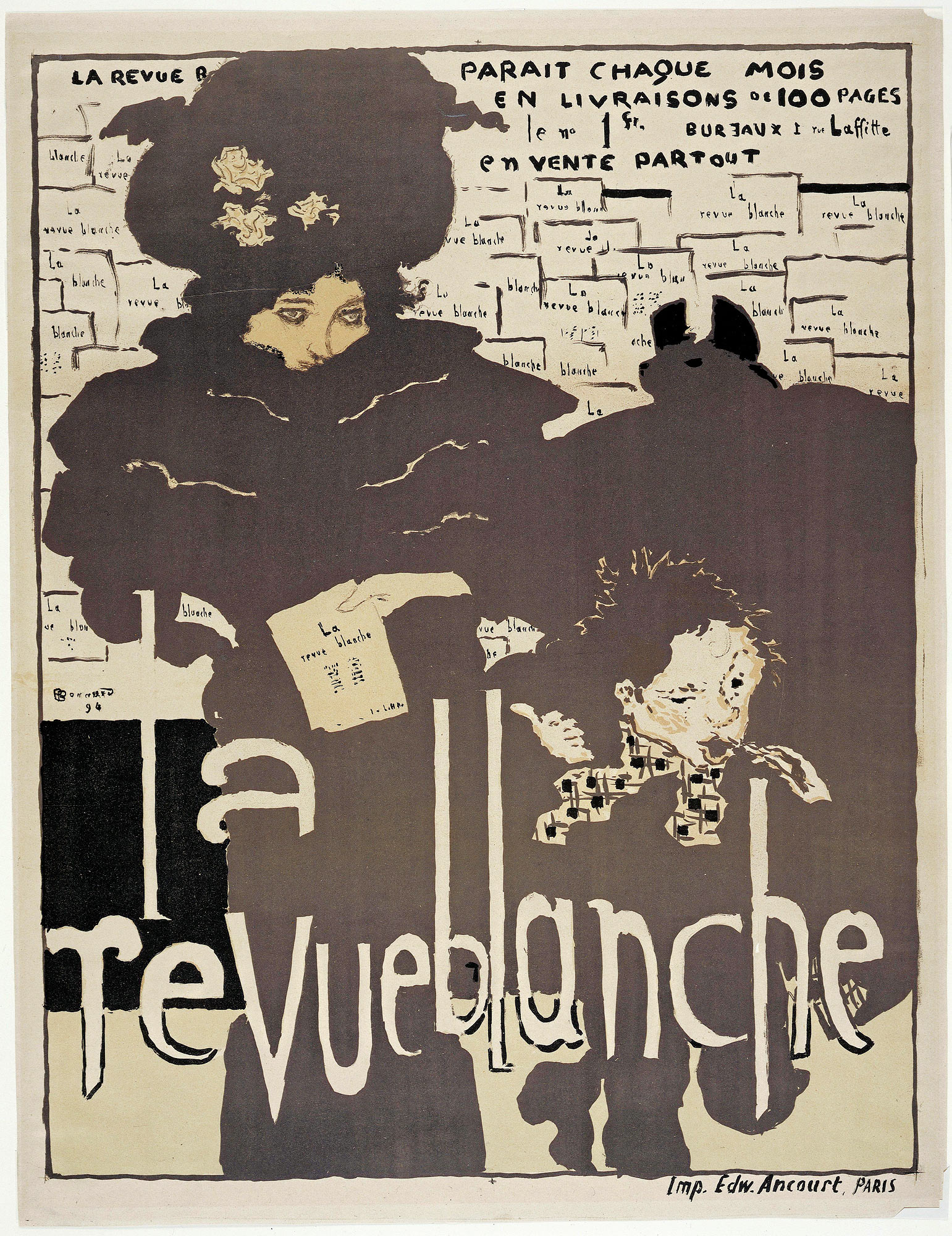
ピエール・ボナール《ルヴュ・ブランシュのポスター》

フォーヴィスム（野獣派）：アンリ・マティス（紹介; 主要所蔵作品『窓辺のヴァイオリニスト』『ルーマニアのブラウス』『大きな赤い室内』『金魚鉢のある風景』『マグノリアのある静物』『グレタ・プロゾルの肖像』『文様のある背景の前の装飾的人物』『ダビデ王の悲しみ 』『ブルー・ヌード』）、モーリス・ド・ヴラマンク（紹介; 主要所蔵作品『赤い木のある風景』『自画像』）、ジョルジュ・ブラック (紹介; 主要所蔵作品『ギターを持つ女』『ギターを持つ男』『サロン』『卓上の静物』『ラ・シオタの小湾』『エスタックの陸橋』『テーブルクロスの上の果物とコンポート鉢』『サロン』『羽ばたき』)、ラウル・デュフィ (紹介; 主要所蔵作品『サン=タドレスの浜辺』『トゥルーヴィルのポスター』『旗で飾られた通り』『マルセイユ港の埠頭に停泊する船』)、ジョルジュ・ルオー (紹介; 主要所蔵作品『鏡の前の女』『傷ついた道化師』『深き淵より』『聖顔』)、 アンドレ・ドラン (紹介; 主要所蔵作品『コリウールの風景』『二艘の小舟』『紅茶カップ』)、アルベール・マルケ (紹介; 主要所蔵作品『マンギャンのアトリエで描くマティス』『ロッテルダム』『河岸』『夜のポンヌフ』)、オトン・フリエス、キース・ヴァン・ドンゲン、アンリ・マンギャン、オーギュスト・シャボー
キュビスム（立体派）：画家のパブロ・ピカソ（紹介; 主要所蔵作品『バレエ「パラード」の幕』『読書する婦人』『アルルカン (アルルカンに扮する画家サルバード)』『ミューズ』『女性の肖像』『春』『女性の頭部』『肱掛椅子に腰掛ける女』『まどろむ女』『秘密』『ロッキング・チェア』『トルコ帽の女性』）、フェルナン・レジェ（紹介; 主要所蔵作品『婚礼』『読書』『２羽のオウムのいるコンポジション』『余暇 - ルイ・ダヴィッドへのオマージュ』）、フアン・グリス（紹介; 主要所蔵作品『朝食』『ギター』）、ジョルジュ・ブラック、アルベール・グレーズ、ジャン・メッツァンジェ、ジャック・ヴィヨン、アンドレ・ロート、オーギュスト・エルバン、彫刻家のアンリ・ローランス、レイモン・デュシャン＝ヴィヨン、ジャック・リプシッツ、アレクサンダー・アーキペンコ
素朴派：アンリ・ルソー、セラフィーヌ・ルイ、ルイ・ヴィヴァン、カミーユ・ボンボワ、アンドレ・ボーシャン
未来派：ウンベルト・ボッチョーニ、カルロ・カッラ、ジャコモ・バッラ、ジーノ・セヴェリーニ、ルイージ・ルッソロ、アルベルト・マニェッリ
ロシア・アヴァンギャルド（ロシア構成主義、シュプレマティスム）：カジミール・マレーヴィチ、アレクサンドル・ロトチェンコ、エル・リシツキー、アレクサンドラ・エクステル、ナタリア・ゴンチャロワ、ミハイル・ラリオーノフ、ジャン・プーニー、ウラジミール・バラノフ＝ロシネ、レオポルド シュルヴァージュ、パーヴェル・フィローノフ、ポール・マンスーロフ、ウラジミール&ゲオルギー・ステンベルグ
表現主義・新即物主義：エルンスト・ルートヴィヒ・キルヒナー、マックス・ペヒシュタイン、アウグスト・マッケ、アレクセイ・フォン・ヤウレンスキー、エミール・ノルデ、オスカー・ココシュカ、リオネル・ファイニンガー、オットー・ディクス（紹介; 主要所蔵作品『ブリュッセルの鏡の部屋の思い出』『ジャーナリスト、シルヴィア・フォン・ハルデンの肖像』）、ジョージ・グロス、クリスチャン・シャド、マックス・ベックマン
ダダイスム・バウハウス：画家のマルセル・デュシャン（紹介; 代表作『泉』）、パウル・クレー (紹介; 主要所蔵作品『庭の中の矢』『リズミカルなもの』『港の帆船』)、フランシス・ピカビア (紹介; 主要所蔵作品『ル・ルシレ』『スフィンクス』『カコジル酸塩の眼』『美徳』『仔牛の崇拝 』『ブルドッグと女たち』『仮面と鏡』)、マルセル・ヤンコ、ゾフィー・トイバー＝アルプ、ラウル・ハウスマン、ハンナ・ヘッヒ、クルト・シュヴィッタース、モホリ＝ナジ・ラースロー、ヨゼフ・アルバース、オスカー・シュレンマー、彫刻家のジャン・アルプ、アントワーヌ・ペヴスナー、ナウム・ガボ
抽象絵画（デ・ステイル）・具象絵画：フランティセック・クプカ、ワシリー・カンディンスキー（紹介; 主要所蔵作品『サン=クルー公園, 薄暗い並木道』『空の青』『黒い弧のある絵』『灰色の中に』『塔のある風景』『黄 - 赤 - 青 』『相互の和音』）、ロベール・ドローネー（紹介; 主要所蔵作品『詩人フィリップ・スーポー』『躍動, 生きる喜び』『都市 No. 2』）、ピエト・モンドリアン (紹介; 主要所蔵作品『ニューヨークシティ I』『赤・青・白のコンポジション II』)、バート・ファン・デル・レック、テオ・ファン・ドゥースブルフ、ジョルジュ・ヴァントンゲルロー、フィルモス・フサール、セザール・ドメラ、ジャン・エリオン、オットー・カールスンド、ヴィリー・バウマイスター、オットー・フロイントリッヒ、ホアキン・トレス＝ガルシア、マックス・ビル、リチャード・モーテンセン、オーレリー・ヌムール
その他の彫刻家：コンスタンティン・ブランクーシ (紹介)、アンリ・ゴーディエ＝ブルゼスカ、フリオ・ゴンサレス、アレクサンダー・カルダー、ヘンリー・ムーア
エコール・ド・パリの画家：マルク・シャガール（紹介; 主要所蔵作品『ロシアとろばとその他のものたちに』, 『杯を掲げる二重肖像 』, 『白い襟のベラ』）、アメデオ・モディリアーニ (所蔵作品『赤い顔』『モイズ・キスリング』)、シャイム・スーティン (紹介; 主要所蔵作品『給仕』『七面鳥のある静物』)、藤田嗣治 (紹介; 主要所蔵作品『カフェ』『友情』『花咲く河岸, ノートルダム』)、モイズ・キスリング、ジュール・パスキン、マリア・ブランシャール
シュルレアリスム：ジョルジョ・デ・キリコ（紹介; 主要所蔵作品『ある午後のメランコリー』『ギョーム・アポリネールの肖像』『二人の人物』）、サルバドール・ダリ（紹介; 主要所蔵作品『不可視のライオン, 馬, 眠る女』『部分幻影, ピアノに現れたレーニンの六つの肖像』）、ルネ・マグリット（紹介; 主要所蔵作品『夏の階段』『二重の秘密』『旅の想い出』『赤いモデル』『陵辱』『ストロピア』）、マックス・エルンスト（紹介; 主要所蔵作品『解剖 - 花嫁』『ユビュ皇帝』『キマイラ』『視覚の内部』『三本の糸杉』『最後の森』『嘘八百』）、ジョアン・ミロ（紹介; 主要所蔵作品『青 II』『シエスタ』『絵画』『闘牛』）、アンドレ・ブルトン、マン・レイ（紹介; 代表作『アングルのヴァイオリン』）、ドラ・マール、イヴ・タンギー（紹介; 主要所蔵作品『夏の４時, 希望…』『岩の窓のある宮殿』）、アンドレ・マッソン、ロベルト・マッタ、ヴィフレド・ラム、ポール・デルヴォー、アルベルト・ジャコメッティ、ハンス・ベルメール、ヴィクトル・ブローネル、ジョゼフ・コーネル、メレット・オッペンハイム
抽象表現主義：ジャクソン・ポロック、マーク・トビー、マーク・ロスコ、バーネット・ニューマン、ウィレム・デ・クーニング、アーシル・ゴーキー、クリフォード・スティル、ロバート・マザーウェル、サム・フランシス、アドルフ・ゴットリーブ、ケネス・ノーランド、フィリップ・ガストン、ポール・ジェンキンス、ジョアン・ミッチェル、サイ・トゥオンブリー
抒情的抽象・タシスム：ヴォルス、ジョルジュ・マチュー、ハンス・アルトゥング、カミーユ・ブライアン、ジャン＝ポール・リオペル、ニコラ・ド・スタール、ピエール・スーラージュ、ジェラール・シュネデール、ジャン・ドゥゴテックス、ピエール・タル＝コート、ブラン・ヴァン・ヴェルデ、ザオ・ウーキー、オリビエ・ドゥブレ、シモン・アンタイ、アンドレ ランスコイ、アルフレッド・マネシエ、ジャン・バゼーヌ、ジャン・ル・モアル、ロジェ・ビシエール、モーリス・エステーヴ、シャルル・ラピック、セルジュ・ポリアコフ、マリア・エレナ・ヴィエイラ・ダ・シルヴァ、アルパド・スゼンヌ、ギュスターヴ・サンジェ、ジュリアス・ビジア、ベルナルド・シュルツェ、フランソワ・スターリ、エティエンヌ・マルタン
アンフォルメル（非定型の芸術）・アール・ブリュット（生の芸術）：ジャン・フォートリエ、ジャン・デュビュッフェ、アントニ・タピエス、ルーチョ・フォンタナ、アルベルト・ブッリ、ジュゼッペ・カポグロッシ、ベルナール・レキショ、ガストン・シェサック、エンリコ・バイ、マノロ・ミジャーレス、アントニオ・サウラ、エドゥアルド・チリーダ
コブラ (CoBrA)：アスガー ヨルン、カレル・アペル、ピエール・アレシンスキー、クリスチャン・ドートルモン、ギヨーム・コルネイユ、コンスタント・ニーヴェンホイス、ジャック・ドゥーセ、ジャン＝ミシェル・アルタン、エギル・ヤコブセン、カール＝ヘニング・ペデルセン
具体美術協会 (GUTAI)：白髪一雄（紹介; 所蔵作品『地然星混世魔王』）、村上三郎（紹介）、田中敦子（紹介）、嶋本昭三（紹介; 所蔵作品『この上を歩いてください』）、堂本尚郎（紹介; 所蔵作品『絵画』(1960)『絵画』(1962)）、今井俊満（紹介）
キネティック・アート（オプ・アート、視覚芸術探求グループ）：ヴィクトル・ヴァザルリ、
ヘスス=ラファエル・ソト、カルロス・クルズ=ディエズ、ヤコブ・アガム、ブリジット・ライリー (画家)、フリオ・レ・パルク、フランソワ・モルレ、オラシオ ガルシア=ロッシ、フランシスコ・ソブリノ、ジョエル・ステイン、イヴラル、ポル・ビュリ、グレゴリオ・バルダネガ、ニコラ・シェフェール
その他、ピエール・ボナール (紹介; 主要所蔵作品『レーヌ・ナタンソンと赤いセーターのマルト』『浴槽の裸婦』『背を向けて化粧する裸婦』『洗面所の鏡の中の自画像』『ミモザの見えるル・カンネのアトリエ』『ルヴュ・ブランシュのポスター』)、モーリス・ユトリロ (紹介; 主要所蔵作品『ラパン・アジル』『コタン小路』)、ポール・シニャック、アリスティド・マイヨール、シュザンヌ・ヴァラドン、マリー・ローランサン（紹介; 主要所蔵作品『ターバンの女』『鳩を持つ女たち』）、ソニア・ドローネー、タマラ・ド・レンピッカ（紹介; 主要所蔵作品『青い服を着た若い女』）、ジョージア・オキーフ、フリーダ・カーロ、ルイーズ・ネヴェルソン、ルイーズ・ブルジョワ（紹介; 主要所蔵作品『Cumul I』）、ジェルメーヌ・リシエ、ジュディット・レイグル、ドロテア・タニング、草間彌生（紹介、所蔵作品『My Flower Bed』）、ディエゴ・リベラ、ジョルジョ・モランディ、バルテュス（紹介; 主要所蔵作品『キャティーの化粧』『アリス』『トルコ風の部屋』『木のある大きな風景 (シャシーの農家の中庭)』）、ベルナール・ビュフェ、フランシス・ベーコン（紹介; 主要所蔵作品『風景の中のヴァン・ゴッホ 』『部屋の中の三人の人物』）などの作品

### 現代芸術（1960年以降）
ポップアート：リチャード・ハミルトン、アンディ・ウォーホル（紹介; 主要所蔵作品『10人のリズ』）、ロバート・ラウシェンバーグ、ジェームス・ローゼンクイスト、ロイ・リキテンスタイン（紹介; 所蔵作品『4枚のパネルの付いたモジュラー絵画』『ホットドッグ』）、ジャスパー・ジョーンズ、クレス・オルデンバーグ、ジョージ・シーガル、ジム・ダイン、エド・ルシェ
ヌーヴォー・レアリスム：イヴ・クライン（紹介; 主要所蔵作品『青の時代の人体測定』 『偉大な青の食人行為』）、ジャン・ティンゲリー、ニキ・ド・サンファル（紹介; 所蔵作品『花嫁』『磔刑』『射撃』）、アルマン、セザール・バルダッチーニ、
ミンモ・ロテッラ、クリストとジャンヌ＝クロード、レイモン・アンス、ジャック・ヴィルグレ、マルシャル・レイス、オイヴィント・ファールシュトレーム、ダニエル・スペーリ
グループ・ゼロ (ZERO)・グループ・ニュル (NUL)：ハインツ・マック、オットー・ピーネ、ギュンター・ユッカー、コンラッド・クラフェック、ヘルマン・デ・フリース、ヤン・スホーンホーヴェン
前衛美術雑誌『アジムート（Azimuth）』・アルテ・ポーヴェラ：ピエロ・マンゾーニ、エンリコ・カステラーニ、ピエロ・ドラツィオ、ダダマイーノ、ジュゼッペ・ペノーネ、マリオ・メルツ、ヤニス・クネリス、ルチアーノ・ファブロ、ジョバンニ・アンセルモ、アリギエロ・ボエッティ、ミケランジェロ・ピストレット、ピエロ・ジラルディ、ジルベルト・ゾリオ
フルクサス：ジョン・ケージ、ラ・モンテ・ヤング、ヨーゼフ・ボイス、ナム・ジュン・パイク、ヴォルフ・フォステル、ジョージ・ブレクト、ロベール・フィリュウ、ベン・ヴォーチェ、ディーター・ロート、オノ・ヨーコ（紹介）、ジャン=ジャック・ルベル
ミニマリズム・BMPT、シュポール・シュルファス：エルズワース・ケリー、ロバート・ライマン、カール・アンドレ、ダン・フレイヴィン、ダン・グレアム、ドナルド・ジャッド、ソル・ルウィット、アグネス・マーティン、ロバート・モリス、ブルース・ナウマン、リチャード・セラ、フランク・ステラ、フランソワ・モルレ、マルタン・バレ、ダニエル・ビュラン、オリヴィエ・モセ、ミシェル・パルモンティエール、ニエル・トロニ、クロード・ヴィアラ、ルイ・カーヌ、ダニエル・ドゥズーズ、パトリック・セトゥール、ジャン＝ピエール・パンスマン、アンドレ＝ピエール・アルナル、ピエール・ビュラグリオ、フランソワ・ルーアン、クリスチャン・ジャカール、ヴァンサン・ビウレス、ノエル・ドラ、ベルナール・パジェス、トニ・グラン
フィギュラシオン・ナラティブ（物語的具象派）：エルヴェ・テレマック、ベルナール・ランシヤック、グドムンドゥル・エロ、ジャック・モノリ、ヴァレリオ・アダミ、ジル・アイヨー、アンリ・クエコ、ジェラール・フロマンジェ、ペーター・クラーゼン、アントニオ・セギ、アントニオ・レカルカティ、エキポ・クロニカ、アラン・ジャック、ピーター・サウル
レトリスム（文字主義）・コンセプチュアル・アート：イシドール＝イズー、ガブリエル・ポムラン、モーリス・ルメートル、ジル・ウォルマン、ロラン・サバティエ、フランソワ・デュフレーヌ、ジャン＝ルイ・ブロー、アラン・サティエ、ジョセフ・コスース、ローレンス・ウェイナー、マルセル・ブロータス、ソフィー・カル、ベルナール・ヴネ
ソビエト・ノンコンフォーミスト（非体制順応）アート、ソッツ・アート：イリヤ＆エミリア・カバコフ、コマール＆メラミッド、ドミトリー・プリゴフ、ウラジーミル・ネムーヒン、オスカー・ラビン、エドゥアール・スタインベルグ、ボリス・オルロフ、アナトリー・ズベレフ、グリシャ・ブルスキン、セルゲイ・ミロネンコ、レオニード・ソコフ、アレクサンドル・ブロツキー、ウラジーミル・ヤコブレフ、アレクサンドル・コソラポフ、ティムール・ノヴィコフ、リディア・マステルコヴァ、ユーリー・ズロトニコフ (Yuri Zlotnikov)、オレグ・クリーク
ボディアート：マリーナ・アブラモヴィッチ、オルラン、ジーナ・パネ、ミシェル・ジュルニアック、レベッカ・ホーン、ケティ・ラ・ロッカ、ヤナ・スターバック
新表現主義（新野獣派、トランスアバンギャルド、フィギュラシオン・リーブル）：ゲオルグ・バゼリッツ、アンゼルム・キーファー、イェルク・イメンドルフ、A・R・ペンク、アルバート・オーレン (Albert Oehlen)、マルクス・リュペルツ、ジャン＝ミシェル・バスキア、ジュリアン・シュナーベル、レオン・ゴラブ、ディヴィッド・サーレ、エリック・フィッシュル、フランチェスコ・クレメンテ、エンツォ・クッキ、ミンモ・パラディーノ、ミケル・バルセロ、ロベール・コンバス、エルヴェ・ディ・ローザ、ジェラール・ガルースト、ジャン=シャルル・ブレ、フランソワ・ボワロン、ジャック・グランベール (Jacques Grinberg)、ジャンヌ・ソケ (Jeanne Socquet)
その他、ゲルハルト・リヒター、ジグマー・ポルケ、リチャード・リンドナー、マルティン・キッペンベルガー、ペル・キルケビー、ピーター・スタンフリ、ルシアン・フロイド、デイヴィッド・ホックニー、ブライオン・ガイシン、トニー・クラッグ、リチャード・ロング、バリー・フラナガン、リチャード・ディーコン、マルコム・モーリー、チャック・クローズ、マシュー・バーニー、ビル・ヴィオラ、ダド、ロマン・オパルカ、ピエール・モリニエ、クロード・ベルガルド、ジャン・ピエール・レイノー、クロード・レヴェック、クリスチャン・ボルタンスキー、アネット・メサジェ、アニッシュ・カプーア、李應魯、シェリ・サンバなどの作品
その他の芸術家の1990年代の作品：ベルント&ヒラ・ベッヒャー、アンドレアス・グルスキー、マーティン・パー、トーマス・ルフ、ナン・ゴールディン、ペーター・フィッシュリ&ダヴィッド・ヴァイス、ウィム・デルボア、ギルバート&ジョージ、シンディ・シャーマン、ピーター・ドイグ、アンディー・ゴールズワージー、グレン・ブラウン、シーン・スキャリー、ジョン・カリン、マルレーネ・デュマス、エルネスト・ネト、トゥンガ (Tunga)、スボード・グプタ、严培明、王度 (芸術家)、王克平、モナ・ハトゥム、アデル・アブデスメッド、ベルトラン・ラヴィエ、フィリップ・コニエ、ベルナール・フリズ、ピエール・ユイグ、アラン・セシャス、グザヴィエ・ヴェイヤン、ジャン＝ミシェル・オトニエル、フィリップ・ラメット、ベルナール・ピファレッティ、ローラン・グラッソ、クロード・クロスキー、ミシェル・ブラジー、ディディエ・マルセル、フィリップ・マヨー、フィリップ・パレーノ）、ピエール・エ・ジル、ヴァレリー・ベラン

### 建築・デザイン
1992年、1969年に設立されたインダストリアル・デザインに関するフランス文化機関「産業創造センター(CCI)」と国立近代美術館の統合により、以下のコレクションが国立近代美術館に収蔵された。
オットー・ワーグナー、ペーター・ベーレンス、ヘリット・リートフェルト、マルセル・ブロイヤー、ピエール・シャロー、ル・コルビュジエ、ピエール・ジャンヌレ、シャルロット・ペリアン、アイリーン・グレイ、ルートヴィヒ・ミース・ファン・デル・ローエ、ルイ・ソニョ、ルネ・エルブスト、ロベール・マレ＝ステヴァンス、フランコ・アルビニ、アルヴァ・アールト、マルセル・ロッズ、ジオ・ポンティ、ジャン・プルーヴェ、ハンス・コレー、レイ&チャールズ・イームズ、ハリー・ベルトイア、マルコ・ザヌーゾ、リヒャルト・ザッパー、ピエール・ガーリッシュ、レイモンド・ローウィ、アッキレ・カスティリオーニ、エーロ・サーリネン、柳宗理（紹介; 所蔵作品『バタフライ・スツール』）、ヴェルナー・パントン、アルネ・ヤコブセン、ロジェ・タロン、ピエール・ポーラン、オリヴィエ・ムールグ、イサム・ノグチ、ジョエ・コロンボ、エットレ・ソットサス、カルロ・バルトーリ、倉俣史朗、エリザベット・ガルースト、ガエタノ・ペッシェ、マリオ・ベリーニ (建築家)、マッティア・ボネッティ、フィリップ・スタルク、マルタン・ゼケリ、マーク・ニューソン、ロナン＆エルワン・ブルレック、ロン・アラッド、ジャスパー・モリソン、コンスタンティン・グルチッチ、マタリ・クラッセ、パトリック・ジュアン、マルセル・ワンダース、ロス・ラブグローブ、ノーマン・フォスター、アルド・ロッシ、ジャン・ヌーヴェル、ドミニク・ペロー、クリスチャン・ド・ポルザンパルク

### アトリエ・ブランクーシ
1956年、彫刻家コンスタンティン・ブランクーシ (1876-1957) はアトリエ全体（未完の作品、下絵、家具、本棚、レコードキャビネット、写真等を含む）を、没後、これを再建するという条件で国家に寄贈した。再建を手掛けたのはレンゾ・ピアノであり、1997年に完成した。

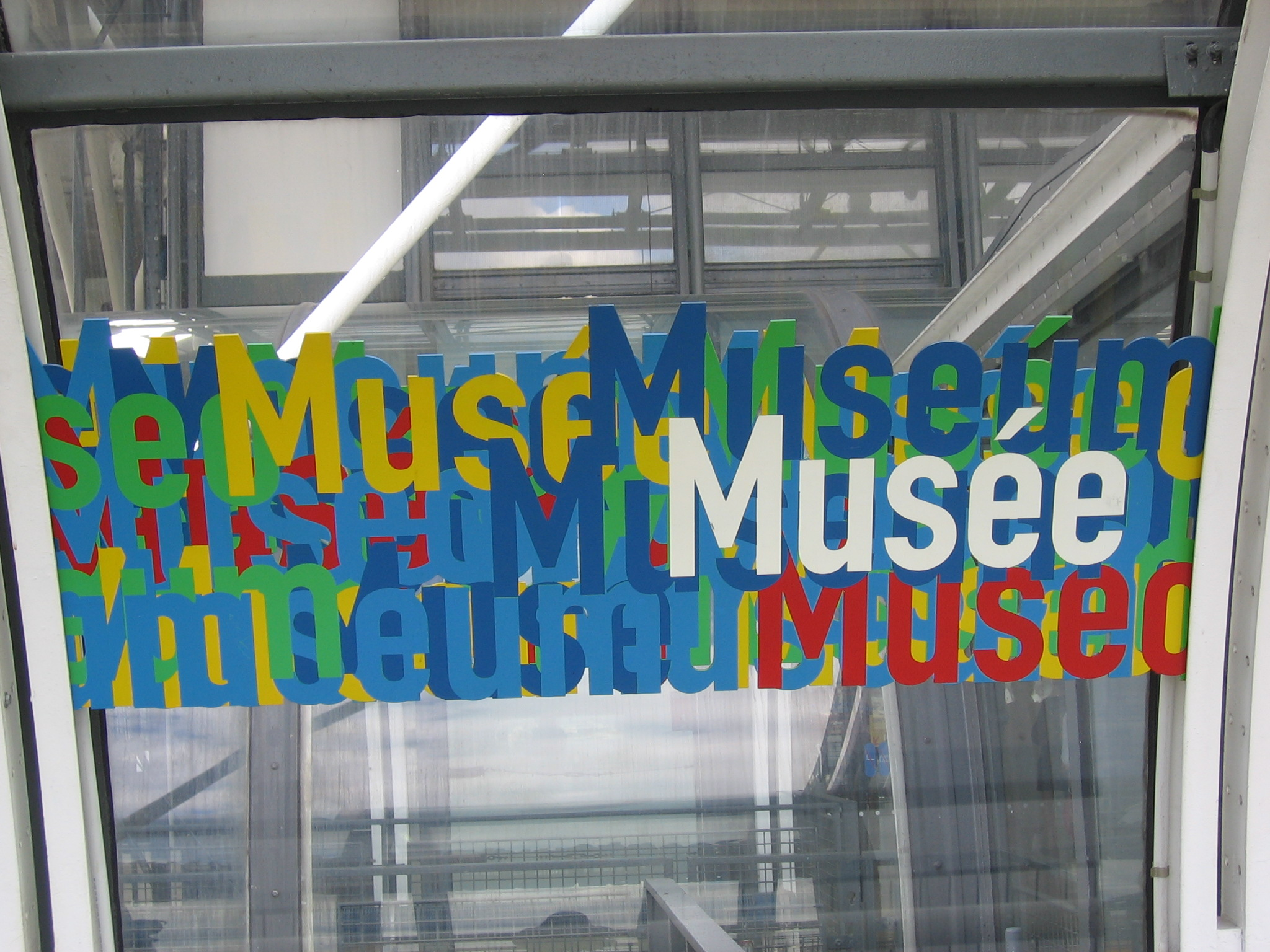

### カンディンスキー図書館
2002年に完成したカンディンスキー図書館は、20～21世紀の芸術専門の図書館であり、特に視覚芸術および関連する視覚媒体に関する資料（書誌、古文書、写真、視聴覚材）を揃えている。また、20世紀の芸術家に関する書籍、私文書、原稿など、美術品収集家や芸術家自身により寄贈された豊富な資料を所蔵している。カンディンスキー図書館を利用することができるのは研究者のみである。

## 日本における国立近代美術館の所蔵作品の紹介
- 1997年9月20日 - 12月14日、東京都現代美術館で「ポンピドー・コレクション展」が開催された[19]。

ポンピドゥー・センターが開館20周年を迎え、改修工事に入ったため、これまで国立近代美術館の常設展示から動かされることのなかった代表作――「マティス、ピカソ、カンディンスキー、ブランクーシ、シャガール、マグリットら今世紀前半を彩る巨匠の絵画・彫刻から、デュビュッフェ、ティンゲリー、カバコフなど今日の作家による大規模なインスタレーションまで、80作家による127点の作品」――を展示。
- 2007年2月7日 - 5月7日、同年1月に開館した国立新美術館で「異邦人（エトランジェ）たちのパリ 1900-2005」が開催された[20][21]。

パリに集い、パリで創作した20世紀初頭から現在までの外国人芸術家たち――画家のピカソ（スペイン）、シャガール、スーティン（ロシア帝国）、モディリアーニ（イタリア）、キスリング（ポーランド）、彫刻家のブランクーシ、ブローネル（ルーマニア）、ジャコメッティ（スイス）、パスキン（ブルガリア）、マン・レイ（アメリカ）、ジゼル・フロイント（ドイツ）、日本人画家のレオナール・フジタ（藤田嗣治）、菅井汲、堂本尚郎――の作品、約200点を展示。

## ジャポニズム2018―日本人アーティストの企画展
2018年、フランスでジャポニスム2018が開催され、ポンピドゥー・センターの企画展として「池田亮司 | continuum」展 (6月15日 - 8月27日) が開催され、次いで「安藤忠雄 挑戦」展 (10月10日 - 12月31日) が行われる。

## 関連事項
- ポンピドゥー・センター
- パリ市立近代美術館
- リュクサンブール美術館
- パレ・ド・トーキョー